# Kogi
Kogi är en delstat i centrala Nigeria, omkring platsen där Benuefloden rinner ut i Niger. Den bildades 1991 av områden som tidigare tillhörde delstaterna Benue och Kwara.
Delstaten består av lågland längs floderna och i sydost, och högre platålandskap i nordöst och väst. Jordbruk är den viktigaste näringsgrenen, och här odlas framför allt jams, maniok, ris, sorghum, bönor, majs och bomull. Nigerias största järnmalmfält ligger norr om huvudstaden Lokoja. I övrigt utvinns kol och marmor. Industrier i delstaten är bland annat järn- och stålindustri samt livsmedelsindustri.